# Wartan Israjelian
Wartan Israjelian, orm. Վարդան Իսրայելյան, ukr. Вардан Михайлович Ісраелян, Wardan Mychajłowycz Israelan (ur. 14 września 1966 w Erywaniu, Armeńska SRR) – ormiański piłkarz, grający na pozycji obrońcy, biznesmen i działacz sportowy, prezes klubu piłkarskiego Stal Kamieńskie. Posiada również obywatelstwo ukraińskie.

## Kariera piłkarska
W 1985 rozpoczął karierę piłkarską, ale występował tylko w drużynie rezerw. W 1988 został piłkarzem Iskry Erywań, skąd w następnym roku przeniósł się do Prometeju Erywań. W 1991 występował w klubie Araks Hoktemberian. W latach 1992–1994 bronił barw Banancu Kotajk, a potem Kotajku Abowian. W 1999 zakończył karierę piłkarza w Erebuni Erywań.

## Kariera zawodowa
Ukończył Erywańską Politechnikę i Zaporoski Instytut im. hetmana Sahajdacznego.
Od 1998 do 1999 pomagał trenować młodzieżową reprezentację Armenii. W latach 1999–2000 pracował w sztabie szkoleniowym ukraińskiego klubu Stal Ałczewsk. Od 2002 do 2015 pełnił funkcję dyrektora sportowego klubu piłkarskiego Metałurh Donieck. 19 listopada 2015 roku został mianowany na Prezesa klubu Stal Kamieńskie.

## Sukcesy i odznaczenia

### Sukcesy piłkarskie
Bananc Kotajk
- zdobywca Pucharu Armenii: 1992